# Jesús María de la Villa García
Jesús María de la Villa García, (nascut a Palència el 30 de juny de 1958), és un jugador, entrenador, i escriptor d'escacs castellanolleonès. Obtingué el títol de Mestre Internacional el 1986, i el de Gran Mestre el 1999. Va ser guardonat el 1990 amb la Insígnia de Plata de la Federació Catalana d'Escacs. El 2010 la FIDE li va atorgar el títol de FIDE Senior Trainer, el màxim títol d'entrenador internacional.
A la llista d'Elo de la FIDE de febrer de 2015, hi tenia un Elo de 2463 punts, cosa que en feia el jugador número 33 (en actiu) de l'estat espanyol. El seu màxim Elo va ser de 2525 punts, a la llista de gener de 1996 (posició 263 al rànquing mundial).

## Resultats destacats en competició
El 1982 va guanyar la 2a edició de l'Obert Vila de Benasc.
El 1987 va participar en el torneig Interzonal de Szirak, a Hongria, dins el cicle pel campionat del món d'escacs de 1990, i hi acabà 16è (de 18). El 1989 fou tercer a l'Obert de Sitges (el campió fou Alfons Romero),

### Campionat d'Espanya d'escacs
De la Villa ha guanyat el Campionat d'Espanya d'escacs en dues ocasions, els anys 1985 a Osca superant José Luís Fernández i 1988, a Alcanar superant Alexandre Bofill. Fou també subcampió el 1996, rere Sergio Estremera Paños.
Ha estat també subcampió d'Espanya d'escacs actius, el 1999, per sota de Jordi Magem. El desembre de 2011 fou quart al Campionat d'Espanya d'escacs ràpids celebrat a Barcelona (el campió fou Ibraguim Khamrakúlov).

## Llibres
- de la Villa, Jesús. 100 Endgames You Must Know: Vital Lessons for Every Chess Player.  New in Chess, 2008. ISBN 978-90-5691-244-4.
- de la Villa, Jesús. Dismantling the Sicilian.  New in Chess, 2009. ISBN 978-90-5691-294-9.